# Бард
Бард (староирски, келт. bard, велш. bardd у значењу певач) може имати два значења.
Бардови су били племенски или дворски песници-певачи у келтској култури Ирске, Британије и Бретање, а вероватно и Галије пре римског освајања. Код Германа сродни су им скопи и скалди.  О бардима је први писао Посејдоније из Апамеје у 1. веку п. н. е,  на чије се списе касније надовезују млађи антички писци. Према њима, барди су на кнежевским гозбама уз пратњу лире певали епске песме о божанским и јуначким делима и подвизима, потичући на храброст или узрокујући ганутост.  Улога и положај бардова су се разликовали међу келтским народима. У континенталној Европи, према античким изворима, чинили су, уз друиде и пророке (ватесе), троделну хијерархију келтског свештеничког сталежа.
У Ирској традицији на месту ватеса били су филиди.  У неким изворима, барди су се делили у седам категорија, а по другима у осам или у чак 16. Били су нижег друштвеног ранга од филида и нису пролазили строгу формалну школу. У Ирској су барди у 12. веку преузели задатке филида, делујући као помоћници и опуномоћеници свештеника, видовњака и учењака од високог средњег века све до 18. века, надживевши пропаст народних владара крајем 12. века.
У Велсу су чинили посебан песнички сталеж, били су песници кнежева, с наследним повластицама и њихова јавна такмичења  одржавала су се до 15. века.
У Шкотској су уживали наследне повластице до 1748.  У Шкотским висијама и на острвљу до данас се одржала улога сеоског песника.
У ирској, шкотској и велшкој традицији позната су имена више од 1000 бардова. Занимање за келтску културу и обичаје порасло је у 18. веку под утицајем предромантизма. Пионири у посредовању између изворне песничке грађе и савремене читалачке публике били су: Џејмс Мекферсон - Осијанске песме) и велшки песник Едвард Вилијамс (Edward Williams 1747–1826, бардског имена Иоло Морганвг / Iolo Morganwg), потом романописци Валтер Скот и Томас Лав Пикок, а потом и за време тзв. келтске ренесансе, Вилијам Батлер Јејтс.
Од доба романтизма, израз »бард« користи се, у свакидашњем говору, и за најугледнијег националног песника, односно књижевника или глумца.